# 高以馨
高以馨（英文名：Sun，1992年2月21日—），原藝名孫羽希，台灣女歌手，畢業於台北科技大學創意設計學士班建築組。2014年12月23日發行首張迷你專輯《褪殼》，在發行首張專輯前曾參加選秀節目《Super Star 我要當歌手》及《金牌麥克風》，也曾為綜藝節目《台秀大玩家》助理主持人，演出舞台劇《求證》以及客串偶像劇《你照亮我星球》。也曾到《台灣那麼旺》擔任挑戰歌手，目前為絕對映像工作室旗下藝人。

## 作品
專輯
| #   | 專輯資料           | 發行日期       | 發行公司       | 語言 | 曲目                                                              |
| --- | ------------------ | -------------- | -------------- | ---- | ----------------------------------------------------------------- |
| 1st | 第一張專輯《褪殼》 | 2014年12月23日 | 好好看國際影藝 | 華語 | 1. 褪殼 2. 很愛很愛你 3. 布朗尼 4. 愛情不是永久 5. 放假 6. 原諒我 |

## 演出經歷

### MV演出
| 歌曲         | 演唱者         |
| ------------ | -------------- |
| 三個人的星系 | 吳勇濱、陳傑瑞 |

### 歌唱比賽
| 播出日期   | 播出頻道 | 節目名稱   | 演唱曲目         | 原唱   |
| ---------- | -------- | ---------- | ---------------- | ------ |
| 2013/11/01 | 台視     | 金牌麥克風 | 原來你什麼都不要 | 張惠妹 |
| 2014/01/19 | 台視     | 我要當歌手 | 矜持             | 王菲   |
| 2014/01/26 | 台視     | 我要當歌手 | 葉子             | 阿桑   |
| 2014/02/02 | 台視     | 我要當歌手 | 最浪漫的事       | 趙詠華 |
| 2014/06/27 | 台視     | 金牌麥克風 | 為你的寂寞唱歌   | 家家   |

### 電視劇
| 年份       | 劇名         | 首播頻道 | 類型   | 角色   | 備註     |
| ---------- | ------------ | -------- | ------ | ------ | -------- |
| 2014年6月  | 你照亮我星球 | 民視     | 偶像劇 | 孫羽希 |          |
| 2016年12月 | 讓愛飛揚     | 中視     | 偶像劇 | 小玫   | 客串演出 |

### 主持
- 東南衛視《台秀大玩家》-助理主持

### 廣告
- 2020 舒利視葉黃素廣告
- 飛利浦Sonicare音波震動牙刷

### 微電影
- 愛的禮物（醫師公會）
- 全家便利商店Let's Cafe【音樂特調】聽見彼此的心

### 舞台劇
- 綠光表演學堂成果展－舞台劇《求證》

### 平面模特
- Jolie17網拍

### 代言
- 2015 大甲媽嫁女兒集團婚禮
- 德國Kamill護手霜大中華區代言人
- 乙豆空中市集「藜麥造」代言人

### 公益
- 台北市自閉症家長協會附設小貝殼工作坊愛心推廣大使
- 紅心字會『百大群星愛分紅祝福小卡公益競標』
- 乙豆空中市集『藝起牽手，捨得就好』二手公益拍賣

### 活動
2016：
- 武漢商演
- Jolie17&J.Stream 聯合二手拍（Super Models）

2015年：
- 電影【南風】首映會
- 藝拍集合二手拍賣會（超級英雄主題）
- 臺中山海屯文化季 聯合演唱會
- 紫錐花拒菸反毒 大興高中校慶演唱會
- 中山大學校園演唱會
- 鳳梨節系列活動 鳳獻給梨●就在屏科 演唱會
- 宜蘭大學今夜制青春三系制服趴
- 崑山科技大學畢業晚會
- 南開科技大學校慶演唱會
- 大甲媽祖之光大型電視晚會
- 大甲媽嫁女兒集團婚禮（代言人）
- 嘉南藥理大學校慶演唱會
- 藝拍集合二手拍賣會（迪士尼主題）
- 春安工作年貨大街宣導活動

2014年：
- 桃園升格幸福無限跨年晚會
- 圓山飯店跨年派對
- 海洋技術學院聖誕節校園演唱
- 金門縣第19屆運動會選手之夜